# Marcia Griffiths
Pour les articles homonymes, voir Griffiths.
Marcia Llyneth Griffiths, née le 23 novembre 1949 à Kingston en Jamaïque, est une chanteuse de rocksteady et de reggae mondialement célèbre. Elle est surnommée la "Reine du Reggae"[réf. nécessaire].

## Biographie
Marcia commence tôt sa carrière musicale en 1964 à l'âge de 14 ans. Son premier hit " Feel Like Jumping " sort en 1968. C'est son compagnon, Bob Andy, qui écrit les textes de ses chansons. Entre 1970 et 1974 elle forme d'ailleurs avec lui le duo Bob & Marcia qui signe sur le label Harry J. Leur reprise de la chanson de Nina Simone " Young, Gifted and Black " (" jeunes, doués et Noirs ") va les rendre célèbres, notamment en Angleterre. En 1974 Marcia intègre les I-Threes, le groupe de choristes qui accompagne Bob Marley & The Wailers. À la fin des années 1990, elle réintègre parfois le groupe pour les nombreuses tournées qu'il effectue dans le monde entier, et chante plusieurs titres en solo lors de ces concerts.
En 1988, sa chanson Electric Boogie (écrite par Bunny Wailer) est à ce jour la plus grande vente d'une artiste féminine de reggae[réf. nécessaire].
Marcia a été invitée en guest star sur l'album True Love de Toots and the Maytals, qui a gagné le Grammy du meilleur album reggae en 2004, et qui inclut de nombreux musiciens notables dont Willie Nelson, Eric Clapton, Jeff Beck, Trey Anastasio, Gwen Stefani / No Doubt, Ben Harper, Bonnie Raitt, Manu Chao, The Roots, Ryan Adams, Keith Richards, Toots Hibbert, Paul Douglas, Jackie Jackson, Ken Boothe, et The Skatalites.
Marcia est apparu dans le documentaire de 2011 “Reggae Got Soul: The Story of Toots and the Maytals” / “Le reggae a de l’âme: l’histoire de Toots and the Maytals” qui a été diffusé sur la chaîne BBC et a été décrit comme “l’histoire jamais racontée de l’un des artistes les plus influents à avoir jamais émergé de Jamaïque”,.
Elle participe en 2014 à l'album de Groundation intitulé A Miracle.

## Discographie
- Sweet Bitter Love (1974)
- Naturally (1978)
- Steppin (1979)
- Rock My Soul (1984)
- Marcia (1988)
- Carousel (1990)
- Indomitable (1995)
- Land of Love (1997)
- Collectors Series (1998)
- Truly (1998)
- Certified (1999)
- Reggae Max (2003)
- Shining Time (2005)
- Melody Life (2007)
- Marcia Griffiths & Friends (2012)
- Timeless (2019)